# 鶴橋粉舗てこや
鶴橋粉舗てこや（つるはしこなほてこや）は、大阪市天王寺区に本社を置くヴァリオ株式会社が経営しているたこ焼きチェーン店。

## 概要
2013年7月に設立。駅前エリアの立地を中心として、地域密着型を基本に精力的に新店舗を出店している。2021年7月現在、関西エリア・関東エリア合わせて49店舗を展開している。

## 沿革
- 2013年7月 - ヴァリオ株式会社設立
- 2014年2月 - 「鶴橋粉舗てこや」1号店として「初芝駅前店」がオープン
- 2015年8月 - 「鶴橋粉舗てこや」関東進出1号店「下赤塚駅前店」がオープン
- 2016年3月 - 本社を天王寺区上汐から現在の天王寺区大道に移転。社内にトレーニングセンターを新設。
- 2020年12月 - 47店舗目となる近鉄南大阪線「布忍駅前店」がオープン